# Chicago XXVI: Live in Concert
Chicago XXVI: Live in Concert è un album dal vivo del gruppo musicale statunitense Chicago, pubblicato nel 1999.

## Tracce
1. The Ballet
2. (I've Been) Searchin' So Long
3. Mongonucleosis
4. Hard Habit to Break
5. Call on Me
6. Feelin' Stronger Every Day
7. Just You 'n' Me
8. Beginnings
9. Hard to Say I'm Sorry/Get Away
10. 25 or 6 to 4
11. Back to You
12. If I Should Ever Lose You
13. (Your Love Keeps Lifting Me) Higher and Higher (feat. Michael McDonald)

## Formazione
- Bill Champlin - tastiera, chitarra, voce, cori
- Keith Howland - chitarra, cori
- Robert Lamm - tastiera, chitarra, perucussioni, voce, cori
- Tris Imboden - batteria, percussioni
- Lee Loughnane - tromba, flicorno, percussioni, cori
- James Pankow - trombone, percussioni, cori
- Walter Parazaider - sassofono, flauto, clarinetto, cori
- Jason Scheff - basso, voce, cori